# 烏山大駅
烏山大駅（オサンデえき）は、大韓民国京畿道烏山市水青洞にある、韓国鉄道公社（KORAIL）の駅。
乗り入れている路線は、線路名称上は京釜線であるが、当駅には電車線を走る京釜電鉄線（首都圏電鉄1号線）電車のみが停車する。駅番号は(P159)。

## 駅構造
相対式ホーム2面2線と、その中間に通過線2線の計2面4線を有する地上駅である。橋上駅舎を持つ。
出口は1番（駅西側）と2番（駅東側）の2ヶ所ある。

### のりば
| 1 | 京釜電鉄線 | 水原・九老・ソウル駅・清凉里方面 |
| 2 | 京釜電鉄線 | 烏山・平沢・天安・新昌方面       |

## 利用状況
近年の一日平均乗車人員推移は下記の通り。
| 路線       | 乗車人員 | 乗車人員 | 乗車人員 | 乗車人員 | 乗車人員 | 注 釈 |
| 路線       | 2005年   | 2006年   | 2007年   | 2008年   | 2009年   | 注 釈 |
| ---------- | -------- | -------- | -------- | -------- | -------- | ----- |
| 京釜電鉄線 | 555      | 1384     | 1773     | 1681     | 1605     | [ 1 ] |

## 駅周辺
周辺は細橋新都市に含まれており、開発中である。
- ムルヒャンギ樹木園（朝鮮語版）
- 新長洞住民センター
- 水清初等学校
- 買忽初等学校
- 買忽中学校
- ホームプラス烏山店
- 烏山大学校（朝鮮語版） - 駅名の由来であるが、当駅から2.6km離れており、隣の烏山駅の方が近い。

## 歴史
当初、水原 - 天安間の複々線化・電鉄化計画で当駅の設置計画はなかったが、細橋新都市の宅地開発に備えて建設された。
開業前の駅名の仮称は水清駅（수청역）であった。
- 2005年12月27日 - 開業。
- 2009年9月 - 副駅名「ムルヒャンギ樹木園」を除去。

## 隣の駅
韓国鉄道公社
京釜電鉄線
急行
通過
緩行
洗馬駅 (P158) - 烏山大駅 (P159) - 烏山駅 (P160)　